# Плюшівник чорний
Плюшівни́к чорний (Urothraupis stolzmanni) — вид горобцеподібних птахів родини саякових (Thraupidae). Мешкає в Колумбії і Еквадорі. Єдиний представник монотипового роду Чорний плюшівник (Urothraupis). Вид названий на честь польського орнітолога Яна Штольцмана.

## Опис

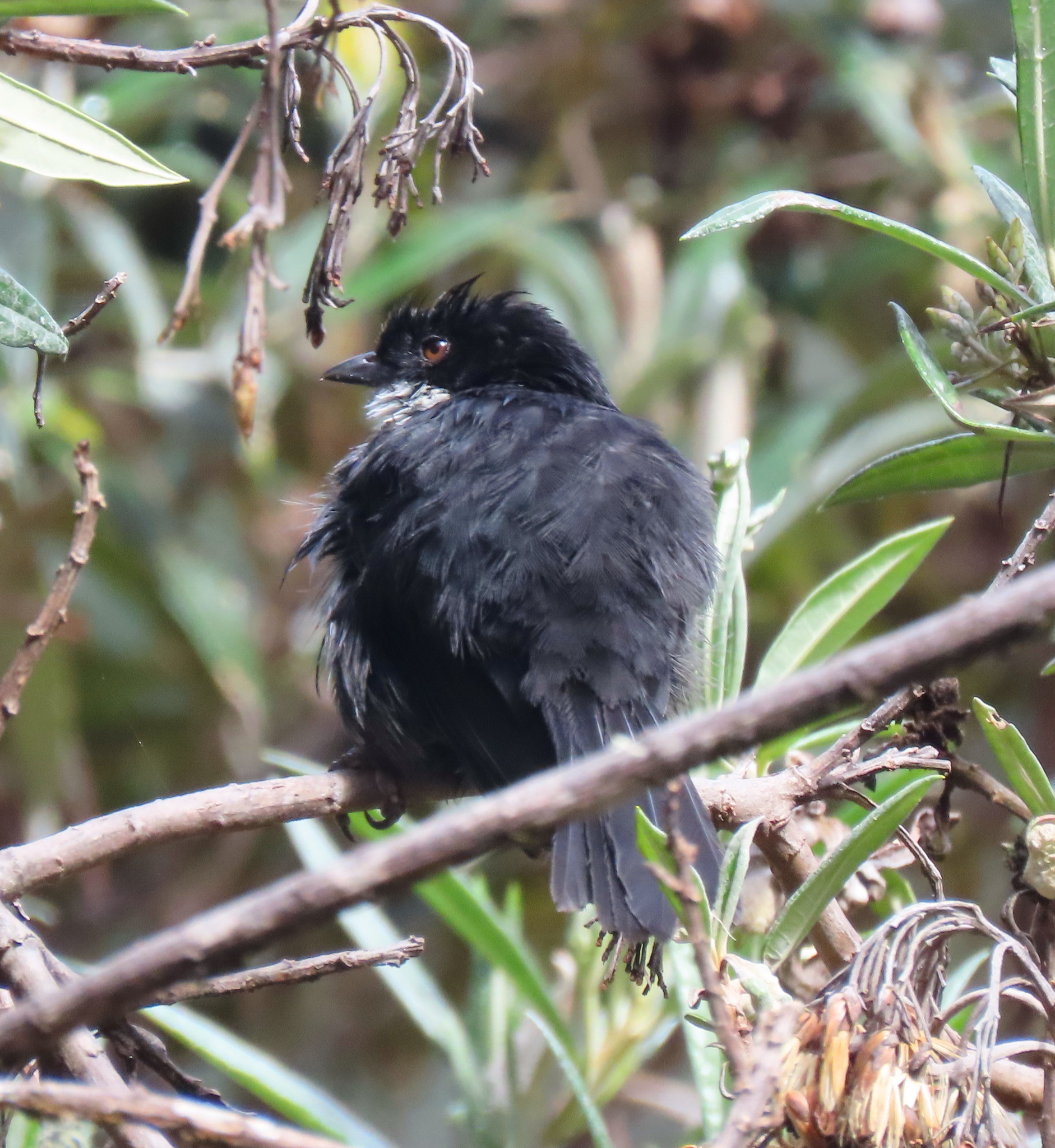
Чорний плюшівник

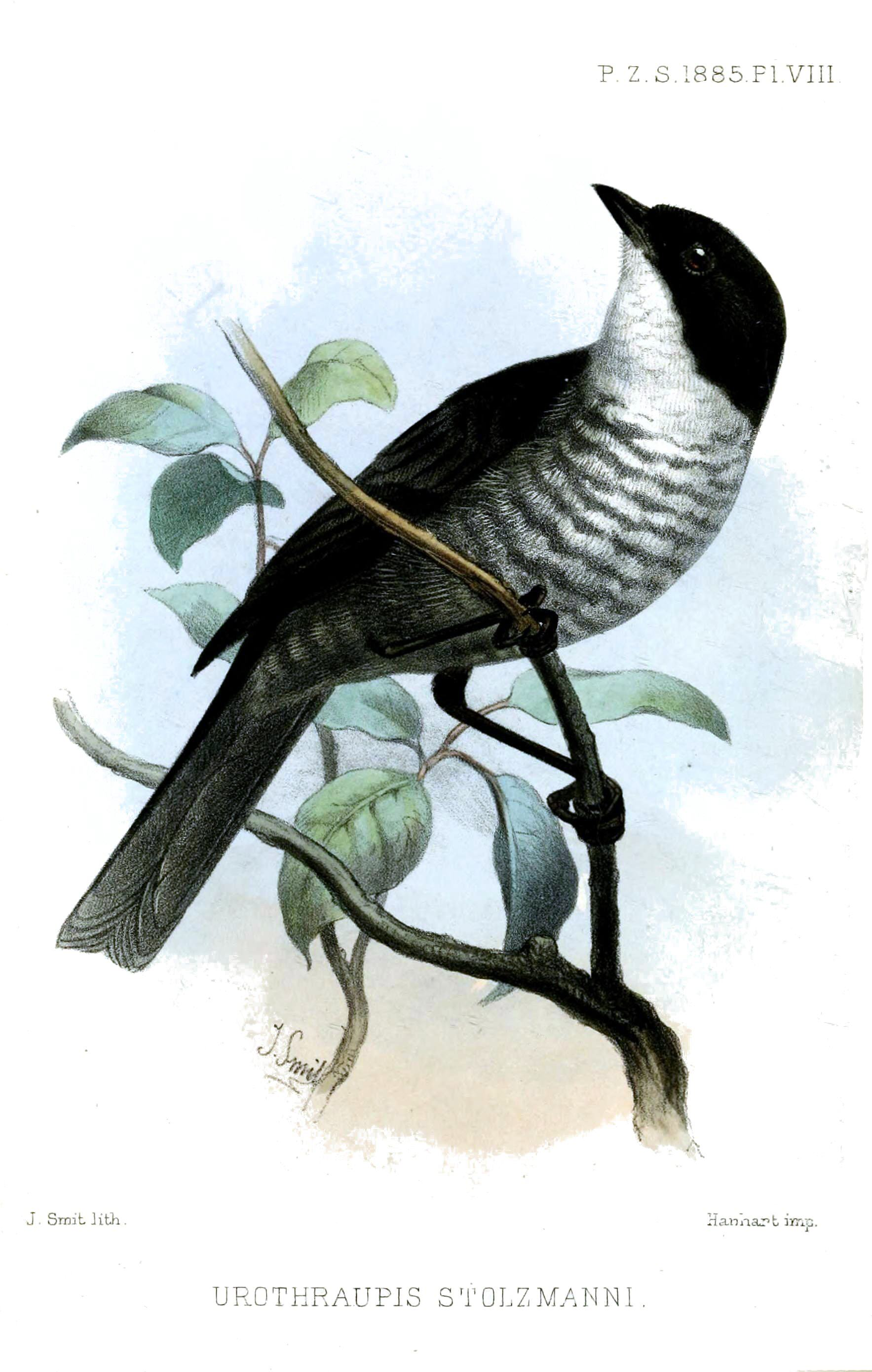
Чорний плюшівник

Довжина птаха становить 15 см. Верхня частина тіла чорна, нижня частина тіла пістрява, сіро-біла, горло біле.

## Поширення і екологія
Чорні плюшівники мешкають у горах Центрального хребта Колумбійських Анд (від Кальдаса до Кауки) та на східних схилах Анд на південному заході Колумбії (Нариньйо) і в Еквадорі (на південь до Морона-Сантьяго). Вони живуть у вологих гірських тропічних лісах Polylepis та у високогірних чагарникових заростях. Зустрічаються на висоті від 3000 до 4000 м над рівнем моря.

## Поведінка
Чорні плюшівники зустрічаються зграйками по 4—6 птахів, іноді приєднуються до змішаних зграй птахів. Живляться комахами, яких шукають серед листя.